# Sericania angulata
Sericania angulata är en skalbaggsart som beskrevs av Lewis 1895. Sericania angulata ingår i släktet Sericania och familjen Melolonthidae. Inga underarter finns listade i Catalogue of Life.